# Halberstädter Dichterkreis
Der Halberstädter Dichterkreis war eine Gruppe von jungen Schriftstellern, die Ende der 1760er und Anfang der 1770er Jahre in Halberstadt von „Vater Gleim“ (Johann Wilhelm Ludwig Gleim) gefördert wurden. 
Zu ihnen gehörten unter anderem Johann Georg Jacobi – der seinerseits den Oberrheinischen Dichterkreis gründete – Johann Lorenz Benzler, Gottlob Nathanael Fischer, Leopold Friedrich Günther von Goeckingk, Wilhelm Heinse, Johann Benjamin Michaelis, Franz Alexander von Kleist und Klamer Eberhard Karl Schmidt.